# Katamari Damacy
Katamari Damacy (塊魂 Katamari Damashii) es un videojuego japonés diseñado por Keita Takahashi y publicado por Namco. El juego fue lanzado en Japón para la consola PlayStation 2 el 18 de marzo de 2004, en Corea del Sur el 12 de agosto de 2004, y en Norteamérica el 22 de septiembre de 2004. Katamari Damacy no ha sido publicado ni en Europa ni en Australia.
El juego nos sitúa en el papel de un pequeño príncipe cuya misión es reconstruir las estrellas, constelaciones y la Luna, que fueron destruidas accidentalmente por su padre. Para conseguirlo deberemos rodar con una bola pegajosa llamada katamari, a lo largo y ancho de distintas pantallas, recolectando todo tipo de objetos hasta que la bola se convierte en una estrella.
Katamari Damacy se puede clasificar como un juego que pertenece a los géneros de rompecabezas o acción, ya que se requiere tanto de estrategia como de destreza para completar las misiones. Superficialmente el juego parece que está orientado a un público infantil debido a sus sencillos controles y a los gráficos coloridos y simples, sin embargo debido a su retorcido sentido del humor, su jugabilidad innovadora y su planteamiento surrealista, ha sido capaz de atraer la atención del público de todas las edades.

## Secuelas
- We ♥ Katamari (PlayStation 2)
- Me & My Katamari (PlayStation Portable)
- Katamari Damacy Online (PC)
- Beautiful Katamari (Xbox 360)
- Katamari Forever (PS3)
- I Love Katamari (iPhone)
- Touch My Katamari (PS Vita)
- Katamari Amore  (App store)

También existe una remasterización de los dos primeros juegos de la saga: Katamari Damacy REROLL, lanzado para PC y Nintendo Switch el 7 de diciembre de 2018, y We Love Katamari Reroll+ Royal Reverie, lanzado para PC, Nintendo Switch, Playstation 4, Playstation 5, Xbox One y Xbox Series X/S, el 2 de junio de 2023.